# Ataeniobius toweri
Ataeniobius toweri är en fiskart som först beskrevs av Meek, 1904.  Ataeniobius toweri ingår i släktet Ataeniobius och familjen Goodeidae. IUCN kategoriserar arten globalt som starkt hotad. Inga underarter finns listade.